# 刘英 (足球运动员)
刘英（1974年6月11日—），女，中国足球运动员、教练，中国国家女子足球队成员。她曾参加1996年亚特兰大奥运会和2000年悉尼奥运会，其中在1996年奥运会中收获一枚银牌。她也参加了1998年亚洲运动会，收获一枚金牌。